# Петр (Мещеринов)
Игу́мен Пе́тр (в миру Валенти́н Андре́евич Меще́ринов; род. 4 сентября 1966, Москва) — священнослужитель Русской православной церкви, игумен, настоятель церкви в честь иконы Божией Матери «Знамение» в селе Долматово, подворья Московского Данилова монастыря; катехизатор, миссионер, публицист, переводчик.

## Биография
Родился 4 сентября 1966 года в Москве, в семье музыкантов. По собственному признанию, «семья моя имеет глубокие дворянские корни, прослеживающиеся до XVII-го века <…> Я очень благодарен своему роду за то, что он сформировал во мне нравственные ценности. Хотя семья не была атеистической <…>, я не получил в детстве религиозного воспитания. Но получил воспитание нравственное, потому что сохранились и передались старые русские семейные традиции».
В 1981—1985 годы обучался в музыкальном училище при Московской консерватории. В 1985—1990 годы обучался на оркестровом факультете консерватории имени Чайковского.
В 1985—1987 годах служил по призыву в армии. Затем работал в оркестре МХАТа имени Чехова у Олега Ефремова и в оркестре Большого зала консерватории.
Принял крещение в апреле 1989 года. По его собственным словам, к христианству его привела музыка Баха, к принятию крещения в Православной церкви подтолкнуло чтение философа Владимира Соловьёва. К мысли о монашестве, в числе прочего, привела фраза Фёдора Достоевского о том, что «служить Богу — не значит только ходить к обедне».
В 1990—1991 годах был алтарником в храме иконы Знамения Божией Матери в Переяславской слободе. В сентябре 1991 года поступил в Данилов монастырь в Москве. 21 ноября того же года принял постриг в рясофор. Проходил разные послушания в Даниловом монастыре — в качестве регента, уставщика, звонаря, помощника благочинного.
14 апреля 1992 года рукоположён в сан иеродиакона. 24 декабря 1992 года пострижен в мантию. 22 декабря 1993 года рукоположён в сан иеромонаха.
В 1992 году поступил в Московскую духовную семинарию. С того же года начал заниматься преподавательской и просветительской деятельностью, работой с молодёжью. Выступал с лекциями, участвовал в семинарах, конференциях, образовательных чтениях, теле- и радиопередачах. Читал курсы лекций в светских и в духовных образовательных учреждениях. Статьи игумена Петра публиковались в светской и церковной прессе.
В 1995 года назначен настоятелем церкви в честь иконы Божией Матери «Знамение» в селе Долматово в Подмосковье, подворья Данилова монастыря, где служит и сегодня.
В 1996 году заочно окончил Московскую духовную семинарию.
В 1996—1997 годы, испросив благословение наместника Данилова монастыря, в качестве опыта скитской жизни с двумя собратьями жил в скиту Успенского Бахчисарайского монастыря в Крыму. После этого удалился в уединение в леса Пермского края близ Крестовоздвиженского Белогорского монастыря. Получив опыт этих двух образов монашеского жития, вернулся к общежительной жизни на подворье Данилова монастыря.
12 сентября 2003 года возведён в сан игумена.
В сентябре 2006 года был награждён патриархом Алексием II орденом Святителя Макария, митрополита Московского III степени «за духовное просвещение».
С 2011 года перестал выступать в СМИ с публицистическими темами и сосредоточился на вопросах церковно-пастырской педагогики, классической музыки и на переводах с немецкого языка протестантских текстов XVI—XVIII веков.
В 2014 году поступил в магистратуру Санкт-Петербургской духовной академии, которую окончил в 2018 году. Магистр богословия.
26 апреля 2021 года в кафедральном соборном Храме Христа Спасителя в Москве награждён правом ношения наперсного креста с украшениями.
В марте 2022 года подписал Обращение священнослужителей Русской православной церкви с призывом к примирению.
В 2022 году поступил в аспирантуру Санкт-Петербургской духовной академии.

## Общественная деятельность
Игумен Петр известен миссионерской, катехизаторской, просветительской деятельностью. Выступал с лекциями, участвовал в семинарах, конференциях, образовательных чтениях., передачах на радио. Читал курсы лекций как в светских, так и в духовных образовательных учреждениях. При его участии проводились круглые столы на темы, касающиеся различных пастырских вопросов, возникающих в современной церковной среде. Статьи игумена Петра публиковались как в церковной прессе, в частности, в «Церковном вестнике», так и в светской.
Игумен Петр активно участвовал в работе с молодёжью. До 2011 года он был заместителем руководителя Патриаршего центра духовного развития детей и молодёжи (ЦДРМ) при Свято-Даниловом монастыре и руководил школой молодёжного служения и отделением духовно-нравственного просвещения ЦДРМ. Одной из главных целей своей деятельности считал создание молодёжной среды общения («самое главное — это среда общения, когда молодые люди могут общаться друг с другом и создавать свой круг общения»).

## Литературно-публицистическая деятельность
В 2000-х годах активно занимался церковно-общественными вопросами и проблемами воцерковления. С 2011 года перестал выступать в СМИ с публицистическими темами и сосредоточился на вопросах классической музыки и переводах с немецкого языка протестантских текстов XVI—XVIII веков. Так, он осуществил поэтический перевод кантат и прочих вокальных сочинений И. С. Баха с немецкого языка.
В 2010-е годы с церковно-пастырскими целями занялся изучением и переводом на русский язык авторов пиетистского и квиетистского направлений. В 2016 году издал перевод труда Иоганна Арндта «Об истинном христианстве», взяв за основу последний русский перевод 1906 года и восстановив в нём все купюры. В том же году вышел его перевод книги избранных произведений Валентина Вайгеля. В 2018 году в его переводе вышел основной труд Герхарда Терстегена «Путь истины», в 2022 году «Жизнеописание. Избранные письма» того же автора.

## Полемика
Некоторые актуальные вопросы, которые игумен Петр поднимал в своих выступлениях:
- пастырская и миссионерская деятельность Церкви нуждается в развитии[16]
  - необходимо создавать православную среду общения[17]
- храмовое благочестие не должно подменять жизнь по Евангелию[18][19]
  - необходимо частое причащение[20]
  - исповедь перед Причастием не нужна постоянным прихожанам[21]
  - многие проблемы церковной жизни происходят от неправильного понимания аскетики. Существуют две принципиально разные церковно-аскетические парадигмы. Первая считает главным в духовной жизни богообщение[22], а вторая — ощущение человеком собственного недостоинства и падшести. Последняя парадигма ведет к ложному представлению о смирении, своеобразной «идеологии всегреховности»[23]. Одно из проявлений такого понимания аскетики — объявление послушания духовнику главной добродетелью (ср. труды Рафаила (Карелина)).
- церковность не должна подменяться государственнической или националистической идеологией[24]
  - ждать восстановления монархии бессмысленно[25][26]
- современное российское общество не сформировано[27]
- общество не готово к переоценке истории XX века[28]
- патриотизм не самоценен[29]

## Критика
Некоторые публицисты, например, священник Александр Шумский, обвиняли игумена Петра в «отходе от Отцов», увлечении протестантизмом и попытке «подрыва» церковной традиции.

## Публикации
Статьи
- О церковном воспитании детей // Православное обозрение «Радонеж». 2004. — № 10 от 21.11.2004
- О духовничестве // Альфа и Омега. 2005. — № 3 (44). — С. 101—112
- О лубочном христианстве // Церковный вестник. 2005. — № 10 (311).
- О повседневном миссионерстве // Церковный вестник. 2005. — № 6 (307).
- Владимир Соловьёв и национальный вопрос // Церковный вестник. 2005. — № 13-14.
- Мучение любви, или… (Размышление над книгой архимандрита Лазаря (Абашидзе) «Мучение любви» // Альфа и Омега. 2006. — № 1 (45). — С. 229—253
- Размышления над трудными местами Евангелия // Альфа и Омега. 2006. — № 2 (46) — С. 17-24
- О патриотизме // Православный вестник. № 12: приложение к газете «Скаутский мир»: Издание православных скаутов-разведчиков, 2006. — 120 с. — С. 24—31
- Не быть «как все». Цитата из телевыступления 1 июля 2007 года, посвященного молодёжным объединениям в России (тема эфира — «Фанаты»): «Одной из главных задач православных молодежных движений должно быть — создание среды…». Фото Максима Праздника // Фома. — 2007. — № 10 (54). — С. 13.
- Путевые заметки // Альфа и Омега. 2007. — № 3 (50). — С. 322—330; 2008. — № 1 (51). — С. 303—310
- Жизнь православного христианина в современном мире (На примере митрополита Антония) // Вестник русского христианского движения. 2008. — № 193 (I) — С. 56—67
- Зачем быть рупором дешевой пропаганды? Полемика с одним из высказываний, содержащемся в статье Валентина Непомнящего // Фома. 2008. — № 12 (68) декабрь — С. 126.
- Экклезиология: теоретические и практические проблемы // Вестник русского христианского движения. 2009. — № 195 — С. 21—44
- Епископ Якутский и Ленский Зосима // Журнал Московской Патриархии. 2010. — № 6. — С. 90-93.
- Субкультура вместо Церкви: Известный миссионер предлагает создавать анклавы // НГ Религии: религиозно-политическое обозрение. — 2010. — № 7 (267) — С. 2.
- Современное церковное сознание и светские идеологемы из коммунистического прошлого // Православная церковь при новом патриархе / под ред. А. Малашенко и С. Филатова ; Моск. Центр Карнеги. — М. : Российская политическая энциклопедия (РОССПЭН), 2012. — С. 121—140
- Видеть задание Божие : Доклад на 4-й международной конференции, посвященной наследию митр. Антония Сурожского // Вестник русского христианского движения. 2014. — № 202. — С. 111—117.
- Пиетизм // Православная энциклопедия. — М., 2019. — Т. LVI : Петр Дамиани — Повечерие. — С. 378—381. — 39 000 экз. — ISBN 978-5-89572-063-9. (в соавторстве с О. В. Куропаткиной)

Книги
- Беседы о вере и церкви. — М. : Даниловский благовестник, 2004. — 278 с.; 22 см; ISBN 5-89101-155-7
- Таинство покаяния: подготовка и исповедь. — М.: Рус. правосл. церковь, 2006. — 44 с.
- Православный приход в современном мире: статьи, 2006. — 28 с.
- О некоторых наших ошибках: [ежедневное миссионерство, учить или учиться?, боимся ли мы свободы, уважать своих детей]. — Москва : Данилов мужской монастырь, «Даниловский благовестник», 2007. — 44, [2] с.; 21 см. — (Приглашение к диалогу). — ISBN 978-5-89101-222-6
- Чашу жизни вкусите… О необходимости для истинного христианина постоянного причащения Святых Христовых Таин. — Киев : Центр православной книги, 2007. — 96 с.
- Проблемы воцерковления. — М. : [б. и.], 2007. — 127 с.
  - Проблемы воцерковления. — Киев : Центр православной книги, 2008. — 160 с.
  - «Проблемы воцерковления». — Quo Vadis: 2010. — 160 с. — ISBN 978-966-96814-3-0.
- Церковь и современность : вопросы и ответы. — Москва ; Киев : Центр православной книги, 2008. — 271 с. — ISBN 978-966-96814-6-1.
- Таинство покаяния: подготовка и исповедь. — Москва : Издательский совет Русской Православной церкви, 2006. — 44 с. — ISBN 5-94625-145-7.
  - Таинство покаяния: подготовка и исповедь. — Москва : Издательский Совет РПЦ, 2008. — 45 с. — ISBN 5-94625-145-7.
  - Таинство покаяния: подготовка и исповедь. — Москва : Изд-во Московской Патриархии, 2009. — 42 с. — ISBN 5-94625-145-7.
- Чашу жизни вкусите… О необходимости для истинного христианина постоянного причащения Святых Христовых Таин. — Москва ; Киев : Центр православной книги, 2008. — 95 с. — ISBN 978-966-96814-4-7. (в соавторстве с А. В. Боженовым)
- Таинство покаяния: подготовка и исповедь. — Москва : Издательство Московской Патриархии, 2009. — 42 с. — ISBN 5-94625-145-7.
- Жизнь в церкви: опыт катехизического изложения. — Москва : Лепта Книга, 2011. — 364 с. — (Основы православного мировоззрения) (Духовные беседы : практика православного благочестия). — ISBN 978-5-91173-262-2
- Жизнь в церкви: про нашу веру. — Москва : Э, 2017. — 346 с. — (Православная библиотека). — ISBN 978-5-699-94926-7 — 3 000 экз.
- Начало и становление европейской музыки. — Москва : Рипол классик : Панглосс, 2019. — 299 с. — (Лекции PRO. История музыки). — ISBN 978-5-386-12297-3

Переводы
- Иоганн Себастьян Бах. Тексты духовных произведений. — Москва : Центр кн. Рудомино, 2012. — 590 с. — ISBN 978-5-905626-37-1
  - Тексты духовных произведений: все творения великого мастера. — 2-е, испр., изд. — Москва : Эксмо, 2014. — 590 с. — ISBN 978-5-699-73475-7
- Иоганн Арндт — Об истинном христианстве: [16+];. — Москва : Э, 2016. — 1001 с. — (Сокровищница мирового христианства).
- Валентин Вайгель — Избранные произведения: [12+] / предисловие и перевод с немецкого игумена Петра (Мещеринова). — Москва : Центр книги Рудомино, 2016. — 317 с. — ISBN 978-5-00087-108-9 — 1000 экз.
- Герхард Терстеген — Путь истины: [16+] / ; перевод с немецкого игумена Петра (Мещеринова). — Москва : Эксмо, 2018. — 488 с. — 25 см. — (Сокровищница мирового христианства).; ISBN 978-5-699-95132-1 — 2000 экз.
- Герхард Терстеген. Жизнеописание. Избранные письма. Перевод с немецкого игумена Петра (Мещеринова). — Москва : Практика, 2022. — 512 с. — ISBN 978-5-89816-189-7 — 2000 экз.